# Khánh Khê
Khánh Khê là một xã thuộc tỉnh Lạng Sơn, Việt Nam.
Xã Khánh Khê có diện tích 9,54 km², dân số năm 1999 là 1.677 người, mật độ dân số đạt 176 người/km².
Theo thống kê năm 2019, xã Khánh Khê có diện tích 9,54 km², dân số là 1.673 người, mật độ dân số đạt 175 người/km².

## Lịch sử
Ngày 1 tháng 12 năm 2024, nhập toàn bộ diện tích tự nhiên là 18,50 km², quy mô dân số là 2.747 người của xã Đồng Giáp và toàn bộ diện tích tự nhiên là 18,37 km², quy mô dân số là 2.439 người của xã Tràng Các vào xã Khánh Khê. Sau khi nhập, xã Khánh Khê có diện tích tự nhiên là 46,44 km² và quy mô dân số là 7.126 người.